# Grantessa poculum
Grantessa poculum är en svampdjursart som först beskrevs av Poléjaeff 1883.  Grantessa poculum ingår i släktet Grantessa och familjen Heteropiidae. Inga underarter finns listade i Catalogue of Life.